# Adriana Antoni
Adriana Antoni (* 29. November 1975 in Lugoj) ist eine rumänische Sängerin.

## Leben
Antoni singt Volksmusik, Schlager, Romanzen und Unterhaltungsmusik. Sie begann ihre Karriere als Sängerin in den 1990er Jahren und erlangte schnell Popularität in Rumänien. Ihr Debütalbum Dorul de copilarie war sehr erfolgreich. In den folgenden Jahren veröffentlichte Antoni eine Reihe weiterer erfolgreicher Alben, darunter Hai noroc si iar noroc (2002), Din Timoc pana-n Timoc (2005), As opri timpul (2008), Din dragoste si din dor (2012) und Sufletul meu (2017). Diese Alben präsentierten eine Mischung aus traditionellen Volksliedern und zeitgenössischen Interpretationen und festigten ihren Ruf als eine der führenden Stimmen der rumänischen Musikszene.
Adriana Antoni ist sowohl in Rumänien als auch in den USA, in Kanada, Italien, Deutschland, Österreich, Bulgarien, Großbritannien, Griechenland, Ungarn und Australien aufgetreten.

## Diskografie
- 1999: Dorul de copilarie
- 2002: Hai noroc și iar noroc
- 2005: Din Timoc pana-n Timoc
- 2008: Aș opri timpul
- 2012: Din dragoste și din dor
- 2017: Sufletul meu